# Isossista

Carta de isossistas do terramoto de 1968 no Illinois, mostrando a extensão das diferentes intensidades do sismo. A irregularidade das áreas deve-se às condições do solo e à geologia subjacente.

Carta de isossistas (ou mapa isossísmico) é a designação dada em sismologia a uma carta geográfica ou mapa temático sobre a qual são traçadas linhas curvas irregulares, as isolinhas, que no caso de uma representação de sismo se chama isossista. Assim, as isolinhas delimitam zonas de igual intensidade sísmica. A intensidade é avaliada em diferentes locais, com base em relatos de testemunhas e na observação dos danos causado. A carta de isossistas é a representação gráfica, numa carta geográfica à escala adequada, do conjunto de isossistas resultantes de um determinado sismo.

## Descrição
Embora em geral centradas na região epicentral, as isossistas não são circunferências concêntricas, uma vez que as diversas rochas e estruturas geológicas atravessadas pelas ondas sísmicas se podem comportar de modo diferente, de acordo com a sua estrutura e constituição. Também as construções se comportam de modo distinto, consoante a sua tipologia construtiva e o local onde se encontram implantadas.
Em consequência dessa heterogeneidade, em sismologia, um mapa isossísmico é usado para mostrar as linhas de intensidade sísmica igualmente sentidas, geralmente avaliados numa das escalas de intensidade sísmica (a Escala de Mercalli Modificada é a mais comum). Estes mapas ajudam a identificar os epicentros dos sismos [particularmente quando não existem registos sismométricos instrumentais, como é o caso dos sismos históricos. Também contêm informações importantes sobre as condições do solo em locais específicos, a geologia subjacente, o padrão de radiação das ondas sísmicas e a resposta dos diferentes tipos de estruturas. Constituem uma parte importante da abordagem macrossísmica, ou seja, a parte da sismologia que lida com dados não instrumentais. A forma e o tamanho das regiões isosísmicas podem ser usados para ajudar a determinar a magnitude sísmica, profundidade focal e o mecanismo focal do sismo.

### História
O primeiro mapa isossísmico conhecido foi produzido para o terramoto ocorrido em 1810 na região de Mór, na Hungria, e publicado por Pál Kitaibel e Tomcsányi Ádám em 1814, enquanto a primeira escala de intensidade sísmica, de seis níveis, foi proposta por Peter Caspar Nikolaus Egen (1793-1849) para um terramoto na Renânia ocorrido em 1828.
O geofísico irlandês Robert Mallet  cunhou o termo isossista e produziu um mapa para o Terramoto de Basilicata de 1857 com uma escala de intensidade tripla e utilizou esta e outras informações para identificar a área epicentral (um termo que também cunhou). Estudos posteriores utilizaram técnicas semelhantes, sendo as principais alterações a escala de intensidade sísmica utilizada.

### Metodologia
Para elaborar uma carta de isossistas em primeiro lugar, é necessário obter observações sobre a intensidade sísmica sentida em todas as áreas afectadas pelo tremor. No caso de sismos recentes, as informações são obtidas através do envio de questionários ou da recolha de informações publicadas sobre a intensidade do abalo. No caso de um sismo histórico, o procedimento é praticamente o mesmo, exceto que requer a pesquisa de relatos contemporâneos em jornais, cartas, diários ou outros quaisquer registos fidedignos. Uma vez reunida a informação e atribuídas as intensidades a cada local das observações individuais, estas são traçadas num mapa. As linhas isossísmicas (as isossistas) são então traçadas para ligar áreas de igual intensidade. Devido às variações locais nas condições do solo, as isossistas separam geralmente zonas de intensidade sentida muito semelhante, embora contenham áreas de graus de tremor mais elevados e mais baixos.
Para tornar as isossistas menos subjectivas, foram estabelecidas metodologias para utilizar formas de cosntrução de contorno baseados em computador, como a krigagem, em vez de se basear na interpolação visual.

## Usos
A construção de cartas de isossistas visa essencialmente os seguintes objetivos:
- Localizar o epicentro — Na maioria dos sismos, as isossistas definem uma única área clara de intensidade máxima, que é conhecida como a área epicentral ou meizossismal.[10] Nalguns sismos, existe mais do que um máximo devido ao efeito das condições do solo ou às complexidades na propagação da rutura, sendo, portanto, necessária outra informação para identificar a área que contém o epicentro.
- Estimar a magnitude do sismo — A magnitude de um sismo pode ser estimada medindo a área afetada pelo nível de intensidade III ou superior em km2 e tomando o logaritmo do número.[3] Uma estimativa mais precisa depende do desenvolvimento de funções de calibração regional, derivadas usando muitos raios isossísmicos.[9] Tais abordagens permitem que as magnitudes sejam estimadas para terremotos históricos.
- Estimar a profundidade focal (profundidade hipocentral) — A profundidade do hipocentro pode ser estimada comparando os tamanhos das diferentes áreas de isossismo. Em sismos pouco profundos, as linhas estão próximas umas das outras, enquanto que em eventos profundos as linhas estão mais afastadas.[11]
- Confirmar o mecanismo focal — Os mecanismos focais são habitualmente calculados com base em dados telessísmicos, mas geralmente subsiste uma ambiguidade, uma vez que são sempre possíveis dois planos de falha potenciais. A forma das áreas de maior intensidade é geralmente alongada ao longo da direção do plano de falha ativo.
- Ensaio das avaliações de risco sísmico — Devido ao historial relativamente longo das observações de intensidade macrossísmica (que por vezes se estende por muitos séculos em algumas regiões), os mapas isossísmicos podem ser utilizados para testar avaliações de risco sísmico, comparando a frequência temporal esperada de diferentes níveis de intensidade, assumindo que uma avaliação é fidedigna e que a taxa de excedência observada é realista.[12]